# Gabriel Milito
Gabriel Alejandro Milito, eller Gabi Milito, (født 7. september 1980) er en tidligere argentinsk fodboldspiller. Han stoppede karriere i sommeren 2012, efter at en knæskade fra 2008 stadigvæk gav problemer.
Han er lillebror til Inters Diego Milito. Gabi Milito kom netop fra føromtalte Real Zaragoza SAD, hvor han var fast mand i startopstillingen og desuden også var anfører og havde nummer 4.